# هند غربی فرانسه

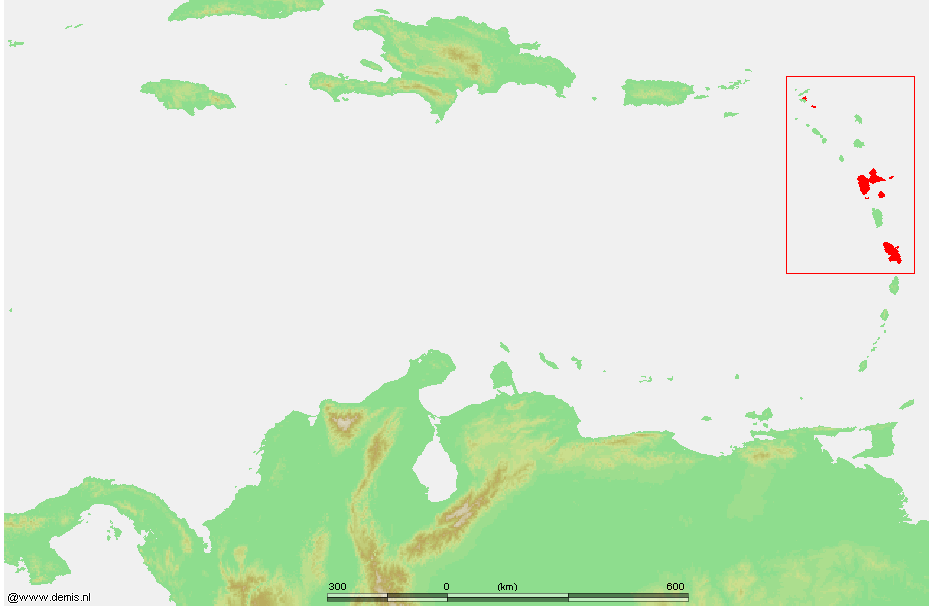
موقعیت امروزی قلمروهای هند غربی فرانسه

هند غربی فرانسه (Indes occidentales françaises) یا آنتیل‌های فرانسه (فرانسوی: Antilles françaises‎) شامل هفت قلمرو در جزایر آنتیل در کارائیب است که امروزه تحت مالکیت دولت فرانسه است:
- دو دپارتمان فرادریایی:
  - گوادلوپ ( Basse-Terre Island  و Grande-Terre)
  - مارتینیک
- دو مجموعه فرادریایی:
  - سنت مارتین فرانسه
  - سن بارتلمی
- جزایر تشکیل‌دهنده قلمرو وابسته گوادلوپ:
  - Les Saintes
  - Marie-Galante
  - La Désirade

گویان فرانسه نیز به دلیل مجاورت با این مجموعه، اغلب بخشی از هند غربی فرانسه به‌شمار می‌رود.